# 阿诺德·T·威尔逊
阿诺德·T·威尔逊（1884年7月18日—1940年5月31日），英国军人、政治人物和作家，在二战时期担任过英國國會議員，主要作品有《苏伊士运河史》（The Suez canal: Its past, present, and future）等。